# 히바리가오카하나야시키역
히바리가오카하나야시키역(일본어: 雲雀丘花屋敷駅, ひばりがおかはなやしきえき)은 일본 효고현 다카라즈카시에 있는 한큐 전철 다카라즈카 본선의 역이다. 역 번호는 HK-51이다.
소재지는 효고 현 다카라즈카 시이지만 부지의 절반 이상은 가와니시시 측에 있다.

## 개요
다카라즈카 본선 관리 기능의 중추인 히라이 차고(1972년 개설)에 근접했고, 본 역을 시・종착하는 열차가 다수 설정되어 있다.
2015년 3월 21일 현재 운행에서는 대다수의 보통이 본 역으로 회송되므로 본 역을 시・종점으로 하는 열차는 약 절반에 이른다. 다만, 낮의 보통은 2000년 6월부터 2003년 8월의 다이어 개정까지는 절반이 2003년 8월부터 2006년 10월의 다이어 개정까지는 모두 다카라즈카까지 운행되고 있었으며, 전자는 특급 대피하고 후자는 쾌속 급행과 완급 접속을 본 역에서 실시하였다.
2003년, 노선 내 완결 특급이 폐지된 이후 본 역에는 모든 정기 열차가 정차하고 있다.

## 역사
- 1916년 8월 5일: 하나야시키 ~ 히라이 역(현, 야마모토 역과 통합) 간 히바리가오카역 개업[5].
- 1961년 1월 16일: 하나야시키 ~ 히바리가오카 역 사이에 히바리가오카하나야시키역의 개통으로 히바리가오카 역 폐지.
- 1997년 11월 17일: 아침 저녁 출퇴근 혼잡 시간에 운행되는 특급의 정차역이 됨.
- 2003년 8월 30일: 신설된 쾌속 급행 정차역이 됨.
- 2013년 12월 21일: 역 번호(HK-51) 도입.

## 역 구조
대피 가능한 섬식 승강장 2면 4선의 지상역이다. 승강장 유효 길이는 10량 편성분이다.
개찰구는 다카라즈카 방향 북쪽과 가와니시노세구치 방향 남북 4곳에 있고 히바리가오카 학원의 학생을 위한 전용 개찰구도 설치되어 있다.
개통 당초의 승강장은 상대식 승강장 2면 2선이었지만 히라이 차고 건설에 따라 현재의 상태로 개량되었다.

### 승강장
| 번호 | 노선              | 방향 | 행선                                                      |
| ---- | ----------------- | ---- | --------------------------------------------------------- |
| 1    | ■ 다카라즈카 본선 | 하행 | 하차 전용 승강장                                          |
| 2    | ■ 다카라즈카 본선 | 하행 | 다카라즈카・고베・니시노미야키타구치・니가와・이마즈 방면 |
| 3・4 | ■ 다카라즈카 본선 | 상행 | 오사카 (우메다)・주소・미노오・ 교토・기타센리 방면       |

- 내측 2선(2,3번 선)이 주로 본선, 외측 2선(1,4번 선)이 대피선이다. 후자는 주로 본 역을 시・종착하는 열차가 발착하고 있다. 본 역에서 회송 열차는 히라이 차고의 차체 세장 부근에 있는 입환선으로 향한다.
- 특히 1번 선은 본 역 서는 보통만 들어가지만 전기처럼 2006년 10월의 다이어 개정까지는 보통이 우등 열차를 대피하여 다카라즈카 행 열차도 발착하는 관계로 승차 위치 목표도 설치하였다.
- 러시아워 출고 및 러시아워 이후 입고 때는 각각 해당역을 시・종착하는 열차가 증편되어 본 역 시・종착의 열차라도 2,3번 선에 입선하는 것이 있다.

## 역 주변
역 주변의 다카라즈카 시 히바리가오카, 가와니시 시 하나야시키는 다이쇼 시대에 개발된 주택지가 펼쳐진다. 한신 간에서도 굴지의 "저택가"이다. 서쪽 방향의 야마모토 역 사이에는 히라이 차고가 있다.
- 다카라즈카 시 관공서 히바리가오카 출장소
- 히바리가오카 학원 초등학교
- 히바리가오카 학원 중・고등학교
- 가와니시 하나야시키 우체국
- 도요 식품 연구소
- 도요 식품 공업 단기대학
- 다카라즈카 대학
- 만간지

## 사진

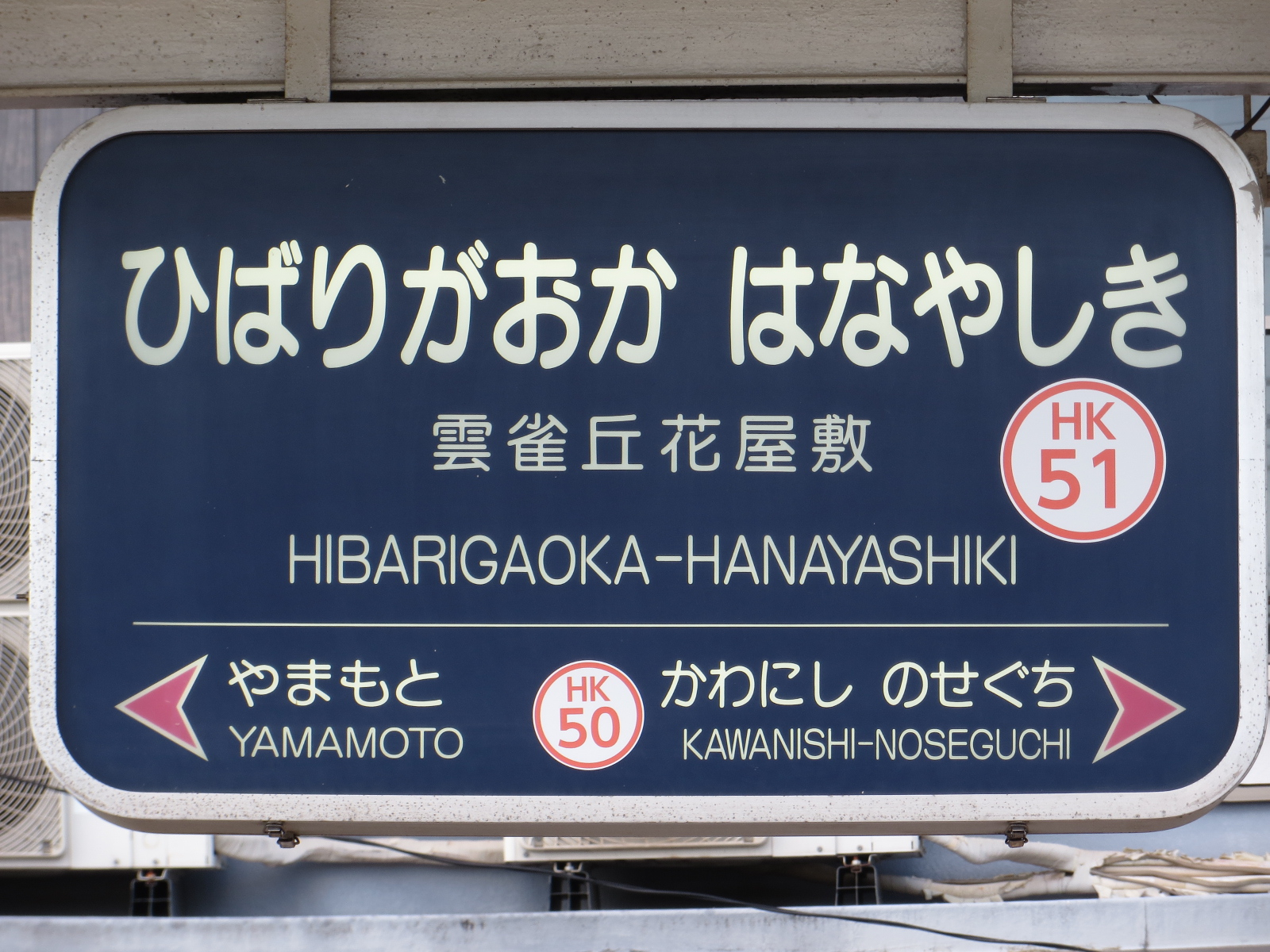
역명판

## 인접역
| 한큐 전철 ■ 다카라즈카 본선        | 한큐 전철 ■ 다카라즈카 본선 | 한큐 전철 ■ 다카라즈카 본선    |
| ---------------------------------- | --------------------------- | ------------------------------ |
| HK-50 가와니시노세구치 우메다 방면 | ■ 급행 ■ 준급 ■ 보통        | 야마모토 HK-52 다카라즈카 방면 |